# Yeshivat Nahariya
Yeshivat Nahariya Nahar Deiah es una academia militar talmúdica y una institución de estudios religiosos ubicada en la ciudad norteña de Nahariya, en Israel, en la costa mediterránea. Nahar Deiah es una hesder yeshivá que combina el estudio religioso de la santa Torá con el servicio en el ejército y el servicio comunitario. Nahar Deiah, está ubicada en Nahariya, Israel, fue fundada en 1996 con 15 estudiantes, y actualmente cuenta con alrededor de 100 alumnos, y cuenta con un programa de estudios para estudiantes extranjeros.

## Historia
La Hesder Yeshivá Nahar Deiah, fue fundada en 1995, después de un ataque con cohetes de la milicia chií libanesa Hezbolá, por el Gran Rabino de Nahariya, el Rabino Yeshayahu Meitlis. La yeshivá abrió con 15 estudiantes, y para el año 2010 contaba con más de 100 estudiantes. La yeshivá cuenta con un programa para estudiantes extranjeros. 

### Guerra del Líbano de 2006
La Hesder Yeshiva Nahar Deiah estuvo muy activa durante la Guerra del Líbano de 2006, los esfuerzos de ayuda de la yeshivá durante la Guerra del Líbano de 2006, fueron bien documentados por la prensa israelí, por sitios web y periódicos como: The Jerusalem Post, Ynet y Maariv.
La yeshivá se estableció después de varios ataques con cohetes Katiusha en el norte del país, que provocaron que muchas personas abandonaran la zona. Durante el transcurso de esos ataques, un cohete Katyusha explotó en un edificio de apartamentos de Nahariya, matando a una mujer. Ante la angustiosa realidad, el cuerpo docente de la yeshivá siguió los acontecimientos y decidió al día siguiente enviar a los estudiantes a casa para guardar el Sabbat. Después de sopesar la situación y tener en cuenta la responsabilidad de que los estudiantes permanecieran en la ciudad, los rabinos decidieron seguir estudiando a pesar de la situación de emergencia. Después de que comenzó el bombardeo, la yeshivá se trasladó a un gran refugio ubicado en una escuela cercana.
El Rabino Eliyahu Blum, director de la yeshivá dijo:

"La decisión no fue fácil, pero sentimos que el estudio de la Torá nos protege. Además, mantenemos nuestra conexión con Nahariya también en tiempos de crisis y estrés. Creemos que abandonar Nahariya, como hicieron muchos residentes, no es abandonar la ciudad. Sin embargo, los que se quedan no tienen adónde ir y la presencia de la yeshivá ciertamente los fortalece."

El estudiante Roy Zobel de Kiryat Atta dijo a sus preocupados padres:

"Tratamos de seguir una rutina de aprendizaje. El ambiente es especial, ya que estamos en una sala grande y estudiamos juntos. No estamos pegados a las noticias. Cuando a veces escuchamos explosiones, somos conscientes de que algo sucede por aquí."

Algunos padres no permitieron que sus hijos regresaran a la yeshivá, mientras que los estudiantes extranjeros matriculados en el programa, ya habían terminado su período de aprendizaje antes de que comenzaran las hostilidades. Los estudiantes colaboraron de diversas formas, en coordinación con el municipio y otras organizaciones. Desde el primer día distribuyeron colchones y comida a las personas alojadas en los albergues. Los estudiantes y el personal visitaron los refugios para hablar con los residentes, muchos de los cuales habían estado durante largas horas en refugios deteriorados.
El estudiante Alon Buchholz de Jolón dijo: 

"Fortalecemos a los residentes, incluidos los nuevos inmigrantes. Algunos residentes están desanimados y sienten que esta situación no terminará pronto. Como estudiantes de la yeshivá, tratamos de ser optimistas y tener fe, sabiendo que esto es parte de un largo proceso."

Cuando unos 700 niños y sus padres marcharon como refugiados hacia el sur del país en autobuses, los estudiantes de la yeshivá los ayudaron. Los rabinos de la yeshivá visitaron el hospital para levantar la moral de los pacientes, mientras tanto, los estudiantes de tercer y cuarto año de Nahar Deiah estaban sirviendo en las FDI en los frentes norte y sur, como parte del programa hesder yeshivá, que combina el aprendizaje de la Torá y el servicio militar, los estudiantes de segundo año de la yeshivá se estaban preparando para el reclutamiento militar en las FDI. 
A medida que se desarrollaba la guerra contra la milicia chií libanesa Hezbolá, los residentes de Nahariya que vivían en refugios privados y necesitaban alimentos podían ponerse en contacto con la Hesder Yeshivá Nahar Deiah, y luego los estudiantes de la yeshivá entregaban los paquetes de alimentos a las personas necesitadas.

## Servicio comunitario y valores
En tiempos de paz, los estudiantes de la yeshivá son voluntarios en la comunidad, trabajan con nuevos inmigrantes "olim jadashim" etíopes y "olim" procedentes de la antigua Unión Soviética en una tienda de ropa benéfica y se reúnen con jóvenes que van a celebrar su bnei mitzvá. El personal y los estudiantes trabajan como voluntarios en el hospital de Galilea occidental, ubicado en Nahariya (situado en unas instalaciones subterráneas protegidas), donde organizan campañas de donación de sangre, visitan a los pacientes y distribuyen alimentos antes del Sabbat. 
Los estudiantes suelen ser voluntarios en la comunidad, en el hospital y en los refugios, apoyando a los residentes de Nahariya y sus alrededores con comida y ropa. La yeshivá se dedica a lograr un cambio social mediante la construcción de una comunidad más fuerte en Nahariya. Los estudiantes son entrenados para convertirse en soldados de combate. 
El rabino Yisrael Meir Lau, rabino principal de la ciudad de Tel Aviv y ex-gran rabino de Israel dijo lo siguiente:

"Los valores que representa la yeshivá están integrados en los corazones de todos los residentes de Nahariya. Cualquiera que tenga la más mínima percepción de la ciudad sabe que hay una tremenda empresa que emite luz, influyendo en la esencia misma de la ciudad. Es realmente un río que fluye con conocimiento, gracia, amabilidad y atención al público".